# Жарыктас
Жарыктас (каз. Жалпақбас, до 04.05.1993 г. — Шереметьевка) — аул в Жарминском районе Абайской области Казахстана. Входит в состав Аршалинского сельского округа. Находится примерно в 90 км к юго-западу от центра города Чарска. Код КАТО — 634473204.

## Население
В 1999 году население аула составляло 220 человек (114 мужчин и 106 женщин). По данным переписи 2009 года, в ауле проживали 94 человека (54 мужчины и 40 женщин).